# 罗纳德·巴克斯
罗纳德·巴克斯（英語：Ronald Backus，1922年3月28日—1999年7月27日），英国男子帆船运动员。他曾代表英国参加1956年夏季奥林匹克运动会帆船比赛，联同格雷厄姆·曼和乔纳森·詹森获得一枚铜牌。